# Торец (село)
Торец (укр. Торець) — село в Славянской городской общине Краматорского района Донецкой области Украины.

## Общие сведения
Население по переписи 2001 года составляло 209 человек. Почтовый индекс — 84170. Телефонный код — 626.